# Liste des Historic Civil Engineering Landmarks

Ce qui suit est la liste des Historic Civil Engineering Landmarks, c'est-à-dire la liste des monuments historiques de génie civil, établie aux États-Unis par l'American Society of Civil Engineers (Société américaine des ingénieurs civils) depuis qu'elle a commencé le programme en 1964. Cette désignation est accordée à des projets, des structures et des sites situés aux États-Unis (National Historic Civil Engineering Landmarks) et dans le reste du monde (International Historic Civil Engineering Landmarks). À compter de 2013, il y a plus de 260 éléments dans cette liste,,.
Les sections ou chapitres de la Société américaine des ingénieurs civils peuvent également désigner des éléments dans leur État ou leur région ; ces éléments ne sont pas répertoriés ici.
| No  | Classé en | Nom                                                                                    | Image                        | Construit en                                           | Lieu                                                         | Région/État                           | Pays                                          | Catégorie                                     |
| --- | --------- | -------------------------------------------------------------------------------------- | ---------------------------- | ------------------------------------------------------ | ------------------------------------------------------------ | ------------------------------------- | --------------------------------------------- | --------------------------------------------- |
| 1   | 1966      | Pont ferroviaire en treillis de Bollman                                                |                              | 1869                                                   | Savage                                                       | Maryland                              | États-Unis                                    | ponts                                         |
| 2   | 1967      | Pont de Bidwell Bar                                                                    |                              | 1855                                                   | Oroville                                                     | Californie                            | États-Unis                                    | ponts                                         |
| 3   | 1967      | Canal Érié                                                                             |                              | 1825                                                   | de l'Hudson au lac Érié                                      | État de New York                      | États-Unis                                    | transport fluvial et maritime                 |
| 4   | 1967      | Middlesex Canal                                                                        |                              | 1803                                                   | Comté de Middlesex                                           | Massachusetts                         | États-Unis                                    | transport fluvial et maritime                 |
| 5   | 1968      | Central Pacific                                                                        |                              | 1863–1869                                              | Sacramento eastward                                          | Californie                            | États-Unis                                    | routes et chemins de fer                      |
| 6   | 1968      | Chemin de fer de Durango à Silverton                                                   |                              | 1882                                                   | Durango                                                      | Colorado                              | États-Unis                                    | routes et chemins de fer                      |
| 7   | 1968      | Ellicott's Stone                                                                       |                              | 1799                                                   | Mobile                                                       | Alabama                               | États-Unis                                    | frontières et arpentage                       |
| 8   | 1968      | Aqueduc d'Espada (Espada Acequia)                                                      |                              | 1731/1740                                              | San Antonio                                                  | Texas                                 | États-Unis                                    | approvisionnement en eau et contrôle de l'eau |
| 9   | 1968      | Point de jonction du chemin de fer transcontinental                                    |                              | 1869                                                   | Promontory Summit                                            | Utah                                  | États-Unis                                    | routes et chemins de fer                      |
| 10  | 1968      | Pont suspendu de Wheeling                                                              |                              | 1849                                                   | Wheeling                                                     | Virginie-Occidentale                  | États-Unis                                    | ponts                                         |
| 11  | 1969      | Pont du lac Alvord                                                                     |                              | 1889                                                   | San Francisco                                                | Californie                            | États-Unis                                    | ponts                                         |
| 12  | 1969      | Charleston - Hamburg Railroad (en)                                                     |                              | 1833                                                   | Charleston                                                   | Caroline du Sud                       | États-Unis                                    | routes et chemins de fer                      |
| 13  | 1970      | Barrage d'Ascutney Mill                                                                |                              | 1834                                                   | Windsor (Vermont)                                            | Vermont                               | États-Unis                                    | barrages                                      |
| 14  | 1970      | Pont couvert de Bridgeport                                                             |                              | 1862                                                   | Comté de Nevada                                              | Californie                            | États-Unis                                    | ponts                                         |
| 15  | 1970      | Pont couvert de Cornish–Windsor                                                        |                              | 1866, reconstruit en 1988                              | de Windsor à Cornish                                         | Vermont et New Hampshire              | États-Unis                                    | ponts                                         |
| 16  | 1970      | Pont de Frankford Avenue                                                               |                              | 1697                                                   | Philadelphie                                                 | Pennsylvanie                          | États-Unis                                    | ponts                                         |
| 17  | 1970      | Canal et écluses du Potowmack (en)                                                     |                              | 1799                                                   | Great Falls                                                  | Virginie                              | États-Unis                                    | transport fluvial et maritime                 |
| 18  | 1970      | Salt River Project (en) et Barrage Theodore-Roosevelt                                  |                              | 1911                                                   |                                                              | Arizona                               | États-Unis                                    | approvisionnement en eau et contrôle de l'eau |
| 19  | 1970      | Tunnel du canal de l'Union (en)                                                        |                              | 1828                                                   | Lebanon                                                      | Pennsylvanie                          | États-Unis                                    | transport fluvial et maritime                 |
| 20  | 1971      | Système d'adduction d'eau de Bethlehem Bethlehem Waterworks                            |                              | 1761                                                   | Bethlehem                                                    | Pennsylvanie                          | États-Unis                                    | approvisionnement en eau et contrôle de l'eau |
| 21  | 1971      | Barrage de Druid Lake (en)                                                             |                              | 1871                                                   | Baltimore                                                    | Maryland                              | États-Unis                                    | barrages                                      |
| 22  | 1971      | Pont Eads                                                                              |                              | 1874                                                   | Saint-Louis                                                  | Missouri                              | États-Unis                                    | ponts                                         |
| 23  | 1971      | Premier aqueduc de Los Angeles                                                         |                              | 1913                                                   | Vallée de l'Owens                                            | Californie                            | États-Unis                                    | approvisionnement en eau et contrôle de l'eau |
| 24  | 1971      | Tabernacle de Salt Lake City                                                           |                              | 1867                                                   | Salt Lake City                                               | Utah                                  | États-Unis                                    | bâtiments                                     |
| 25  | 1972      | Aqueduc de Cabin John                                                                  |                              | 1863                                                   | Cabin John                                                   | Maryland                              | États-Unis                                    | approvisionnement en eau et contrôle de l'eau |
| 26  | 1972      | Chicago Water Tower (Chesbroughs Water Supply System Chicago)                          |                              | 1869                                                   | Chicago                                                      | Illinois                              | États-Unis                                    | approvisionnement en eau et contrôle de l'eau |
| 27  | 1972      | Pont de Brooklyn                                                                       |                              | 1883                                                   | New York                                                     | État de New York                      | États-Unis                                    | ponts                                         |
| 28  | 1972      | Tunnel de la Gunnison                                                                  |                              | 1909                                                   | Montrose                                                     | Colorado                              | États-Unis                                    | tunnels                                       |
| 29  | 1972      | Pont Roebling (en) du canal du Delaware et de l'Hudson (en)                            |                              | 1848, restauré en 1983                                 | de Lackawaxen Township (en) à Minisink Ford (en)             | Pennsylvanie et État de New York      | États-Unis                                    | transport fluvial et maritime                 |
| 30  | 1972      | Miami Conservancy District (en)                                                        |                              | 1922                                                   | près de Dayton                                               | Ohio                                  | États-Unis                                    | approvisionnement en eau et contrôle de l'eau |
| 31  | 1973      | Barrage Buffalo Bill (en)                                                              |                              | 1910                                                   | Cody                                                         | Wyoming                               | États-Unis                                    | barrages                                      |
| 32  | 1973      | Barrage Cheesman                                                                       |                              | 1905                                                   | Sud-ouest de Denver                                          | Colorado                              | États-Unis                                    | barrages                                      |
| 33  | 1973      | Station de jaugeage d'Embudo (en)                                                      |                              | 1889                                                   | Embudo (en)                                                  | Nouveau-Mexique                       | États-Unis                                    | approvisionnement en eau et contrôle de l'eau |
| 34  | 1973      | Ingalls Building (en)                                                                  |                              | 1903                                                   | Cincinnati                                                   | Ohio                                  | États-Unis                                    | bâtiments                                     |
| 35  | 1973      | Turbine Pelton                                                                         |                              | 1878                                                   | Camptonville                                                 | Californie                            | États-Unis                                    | production d'énergie                          |
| 36  | 1973      | Viaduc de Starrucca (en)                                                               |                              | 1848                                                   | Lanesboro                                                    | Pennsylvanie                          | États-Unis                                    | ponts                                         |
| 37  | 1974      | Réseau des parcs et boulevards de Kansas City Park                                     |                              | 1893 à 1915                                            | Kansas City                                                  | Missouri                              | États-Unis                                    | profession de l'ingénierie civille            |
| 38  | 1974      | Milwaukee Metropolitan Sewage Treatment Plant, home of Milorganite                     |                              | 1919                                                   | Milwaukee                                                    | Wisconsin                             | États-Unis                                    | approvisionnement en eau et contrôle de l'eau |
| 39  | 1974      | Service municipal d'approvisionnement en eau de Philadelphie (en)                      |                              | 1801                                                   | Philadelphie                                                 | Pennsylvanie                          | États-Unis                                    | approvisionnement en eau et contrôle de l'eau |
| 40  | 1974      | Stone Arch Bridge                                                                      |                              | 1883                                                   | Minneapolis                                                  | Minnesota                             | États-Unis                                    | ponts                                         |
| 41  | 1975      | Castillo de San Marcos                                                                 |                              | 1695                                                   | Saint Augustine                                              | Floride                               | États-Unis                                    | bâtiments                                     |
| 42  | 1975      | système d'approvisionnement en eau de Croton                                           |                              | 1842                                                   | New York                                                     | État de New York                      | États-Unis                                    | approvisionnement en eau et contrôle de l'eau |
| 43  | 1975      | système hydroélectrique de Folsom (en)                                                 |                              | 1895                                                   | Folsom                                                       | Californie                            | États-Unis                                    | production d'électricité                      |
| 44  | 1975      | Granite Railway (en)                                                                   |                              | 1826                                                   | Quincy                                                       | Massachusetts                         | États-Unis                                    | routes et chemins de fer                      |
| 45  | 1975      | Tunnel du Hoosac                                                                       |                              | 1875                                                   | Comté de Berkshire                                           | Massachusetts                         | États-Unis                                    | tunnels                                       |
| 46  | 1975      | Station expérimentale de Lawrence (en)                                                 |                              | 1886                                                   | Lawrence                                                     | Massachusetts                         | États-Unis                                    | profession de l'ingénierie civille            |
| 47  | 1975      | Système d'approvisionnement en eau du lac Marlette (en)                                |                              | 1873 à 1887                                            | Virginia City                                                | Nevada                                | États-Unis                                    | approvisionnement en eau et contrôle de l'eau |
| 48  | 1975      | Chemin de fer à crémaillère du Mont Washington                                         |                              | 1869                                                   | Mount Washington                                             | New Hampshire                         | États-Unis                                    | routes et chemins de fer                      |
| 49  | 1975      | Pont de Smithfield Street (en)                                                         |                              | 1883                                                   | Pittsburgh                                                   | Pennsylvanie                          | États-Unis                                    | ponts                                         |
| 50  | 1975      | Viaduc de Tunkhannock (en)                                                             |                              | 1915                                                   | Nicholson                                                    | Pennsylvanie                          | États-Unis                                    | ponts                                         |
| 51  | 1976      | Tunnel de Blue Ridge (ou tunnel de Crozet) (en)                                        |                              | 1858                                                   | Waynesboro                                                   | Virginie                              | États-Unis                                    | tunnels                                       |
| 52  | 1976      | Chemin de fer panoramique Cumbres and Toltec (en)                                      |                              | 1880                                                   | de Chama à Antonito                                          | Nouveau-Mexique et Colorado           | États-Unis                                    | routes et chemins de fer                      |
| 53  | 1976      | Barrage d'Elephant Butte (en)                                                          |                              | 1916                                                   | Truth or Consequences                                        | Nouveau-Mexique                       | États-Unis                                    | barrages                                      |
| 54  | 1976      | Premier pavement en béton, sur la Court Avenue (en)                                    |                              | 1893                                                   | Bellefontaine                                                | Ohio                                  | États-Unis                                    | routes et chemins de fer                      |
| 55  | 1976      | Borne de frontière internationale (en)                                                 |                              | 1855                                                   | El Paso                                                      | Texas                                 | États-Unis                                    | frontières et arpentage                       |
| 56  | 1976      | Camino Real (Floride) (en)                                                             |                              | 1766 à 1775                                            | New Smyrna (en)                                              | Floride                               | États-Unis                                    | routes et chemins de fer                      |
| 57  | 1976      | National Road                                                                          |                              | 1811–1839                                              | de Cumberland, dans le Maryland, à Vandalia, dans l'Illinois | Midwest                               | États-Unis                                    | routes et chemins de fer                      |
| 58  | 1977      | Cale sèche de Charlestown                                                              |                              | 1833                                                   | Boston                                                       | Massachusetts                         | États-Unis                                    | transport fluvial et maritime                 |
| 59  | 1977      | Plan de la ville de Savannah (en)                                                      |                              | 1733                                                   | Savannah                                                     | Géorgie                               | États-Unis                                    | profession de l'ingénierie civille            |
| 60  | 1977      | Système de canalisation pour l'alimentation de moulins                                 |                              | 1792-1865                                              | Paterson                                                     | New Jersey                            | États-Unis                                    | production d'énergie                          |
| 61  | 1977      | Premier métro de New-York                                                              |                              | 1904                                                   | New York                                                     | État de New York                      | États-Unis                                    | routes et chemins de fer                      |
| 62  | 1977      | Ligne Mason-Dixon                                                                      |                              | 1767                                                   |                                                              | Maryland et Pennsylvanie              | États-Unis                                    | frontières et arpentage                       |
| 63  | 1977      | Phare de Minot's Ledge                                                                 |                              | 1860                                                   | au large de Scituate                                         | Massachusetts                         | États-Unis                                    | transport fluvial et maritime                 |
| 64  | 1977      | Mullan Road (en)                                                                       |                              | 1862                                                   | Walla Walla                                                  | Washington                            | États-Unis                                    | routes et chemins de fer                      |
| 65  | 1977      | Cale sèche numéro 1 du chantier naval Norfolk                                          |                              | 1833                                                   | Portsmouth                                                   | Virginie                              | États-Unis                                    | transport fluvial et maritime                 |
| 66  | 1977      | Inversion du sens du courant de la rivère Chicago                                      |                              | 1900                                                   | Chicago                                                      | Illinois                              | États-Unis                                    | transport fluvial et maritime                 |
| 67  | 1977      | Centrale de Vulcan (en)                                                                |                              | 1882                                                   | Appleton                                                     | Wisconsin                             | États-Unis                                    | production d'énergie                          |
| 68  | 1977      | William E. Ward House                                                                  |                              | 1876                                                   | Rye                                                          | État de New York                      | États-Unis                                    | bâtiments                                     |
| 69  | 1978      | Tremont Street Subway (en)                                                             |                              | 1897                                                   | Boston                                                       | Massachusetts                         | États-Unis                                    | routes et chemins de fer                      |
| 70  | 1978      | Pont de Dunlap's Creek (en)                                                            |                              | 1839                                                   | Brownsville                                                  | Pennsylvanie                          | États-Unis                                    | ponts                                         |
| 71  | 1978      | Uptown Hudson Tubes (en) et Downtown Hudson Tubes (en)                                 |                              | 1908                                                   | de Jersey City à New York                                    | New Jersey et État de New York        | États-Unis                                    | tunnels                                       |
| 72  | 1978      | Aéroport international de Newark-Liberty                                               |                              | 1928                                                   | Newark                                                       | New Jersey                            | États-Unis                                    | aviation                                      |
| 73  | 1978      | Académie militaire de West Point                                                       |                              | 1802                                                   | West Point                                                   | État de New York                      | États-Unis                                    | profession de l'ingénierie civille            |
| 74  | 1979      | Aéroport international de Cleveland-Hopkins                                            |                              | 1925                                                   | Cleveland                                                    | Ohio                                  | États-Unis                                    | aviation                                      |
| 75  | 1979      | Pont à tablier supérieur de Fink                                                       |                              | 1870                                                   | Lynchburg                                                    | Virginie                              | États-Unis                                    | ponts                                         |
| 76  | 1979      | Pont à treillis traversé de Fink (en)                                                  |                              | 1858                                                   | Hamden (en)                                                  | New Jersey                            | États-Unis                                    | ponts                                         |
| 77  | 1979      | Iron Bridge                                                                            |                              | 1779                                                   | Ironbridge                                                   | West Midlands                         | Angleterre                                    | ponts                                         |
| 78  | 1979      | Moffat Tunnel                                                                          |                              | 1928                                                   | Winter Park                                                  | Colorado                              | États-Unis                                    | tunnels                                       |
| 79  | 1979      | Pont Rockville (en)                                                                    |                              | 1902                                                   | Harrisburg                                                   | Pennsylvanie                          | États-Unis                                    | ponts                                         |
| 80  | 1980      | Goodyear Airdock                                                                       |                              | 1929                                                   | Akron                                                        | Ohio                                  | États-Unis                                    | aviation                                      |
| 81  | 1980      | Système à plan incliné hydraulique du canal Morris (en)                                |                              | 1824-1836                                              | Stanhope (New Jersey)                                        | New Jersey                            | États-Unis                                    | transport fluvial et maritime                 |
| 82  | 1981      | Borden Base Line (en)                                                                  |                              | 1831                                                   | Hatfield                                                     | Massachusetts                         | États-Unis                                    | frontières et arpentage                       |
| 83  | 1981      | Usine de purification d'eau                                                            |                              | 1904                                                   | Saint-Louis                                                  | Missouri                              | États-Unis                                    | approvisionnement en eau et contrôle de l'eau |
| 84  | 1981      | Réserve Charles River (en)                                                             |                              | 1910                                                   | Boston                                                       | Massachusetts                         | États-Unis                                    | approvisionnement en eau et contrôle de l'eau |
| 85  | 1981      | Pont basculant de Cortland Street                                                      |                              | 1902                                                   | Chicago                                                      | Illinois                              | États-Unis                                    | ponts                                         |
| 86  | 1981      | Pont George-Washington                                                                 |                              | 1931                                                   | de Fort Lee à New York                                       |                                       | États-Unis                                    | ponts                                         |
| 87  | 1981      | Louisville Water Works                                                                 |                              | 1875 à 1896                                            | Louisville                                                   | Kentucky                              | États-Unis                                    | approvisionnement en eau et contrôle de l'eau |
| 88  | 1981      | Tunnel de Montgomery Bell (en)                                                         |                              | 1818                                                   | Cheatham County                                              | Tennessee                             | États-Unis                                    | tunnels                                       |
| 89  | 1981      | Station de génération électrique de Snoqualmie (en)                                    |                              | 1899                                                   | Snoqualmie                                                   | Washington                            | États-Unis                                    | production d'électricité                      |
| 90  | 1981      | Union Station (en)                                                                     |                              | 1894                                                   | Saint-Louis                                                  | Missouri                              | États-Unis                                    | routes et chemins de fer                      |
| 91  | 1981      | Washington Monument                                                                    |                              | 1885                                                   | Washington                                                   | District of Columbia                  | États-Unis                                    | bâtiments                                     |
| 92  | 1981      | Pont en treillis de Whipple                                                            |                              | 1855                                                   | Schenectady                                                  | État de New York                      | États-Unis                                    | ponts                                         |
| 93  | 1982      | Viaduc de Carrollton (en)                                                              |                              | 1829                                                   | Baltimore                                                    | Maryland                              | États-Unis                                    | ponts                                         |
| 94  | 1982      | Tunnel de Détroit-Windsor                                                              |                              | 1930                                                   | Detroit                                                      | Michigan                              | États-Unis                                    | tunnels                                       |
| 95  | 1982      | Travaux de navigation d'Eads South Pass (en)                                           |                              | 1879                                                   | Venice                                                       | Louisiane                             | États-Unis                                    | transport fluvial et maritime                 |
| 96  | 1982      | Holland Tunnel                                                                         |                              | 1927                                                   | de Jersey City à New York                                    | New Jersey et État de New York        | États-Unis                                    | tunnels                                       |
| 97  | 1982      | Pont suspendu John A. Roebling (en)                                                    |                              | 1866                                                   | Cincinnati                                                   | Ohio                                  | États-Unis                                    | ponts                                         |
| 98  | 1982      | Pont de Kinzua                                                                         |                              | 1882                                                   | Comté de McKean                                              | Pennsylvanie                          | États-Unis                                    | ponts                                         |
| 99  | 1982      | Rogue River Bridge                                                                     |                              | 1931                                                   | Gold Beach                                                   | Oregon                                | États-Unis                                    | ponts                                         |
| 100 | 1982      | Second Street Bridge (en)                                                              |                              | 1886                                                   | Allegan                                                      | Michigan                              | États-Unis                                    | ponts                                         |
| 101 | 1982      | Arsenal de Watertown                                                                   |                              | 1816                                                   | Watertown                                                    | Massachusetts                         | États-Unis                                    | profession de l'ingénierie civille            |
| 102 | 1983      | Atlantic City Convention Hall                                                          |                              | 1929                                                   | Atlantic City                                                | New Jersey                            | États-Unis                                    | bâtiments                                     |
| 103 | 1983      | Pont de Bailey Island (en)                                                             |                              | 1928                                                   | Harpswell                                                    | Maine                                 | États-Unis                                    | ponts                                         |
| 104 | 1983      | Blenheim Bridge (en)                                                                   |                              | 1855                                                   | North Blenheim                                               | État de New York                      | États-Unis                                    | ponts                                         |
| 105 | 1983      | Iron Building de l'arsenal de l'U.S. Army (en)                                         |                              | 1859                                                   | Watervliet                                                   | État de New York                      | États-Unis                                    | bâtiments                                     |
| 106 | 1983      | Ohio Canal System                                                                      |                              | 1825-1845                                              | Akron                                                        | Ohio                                  | États-Unis                                    | transport fluvial et maritime                 |
| 107 | 1983      | Elevateur de grain en béton expérimental Peavey-Haglin (en)                            |                              | 1900                                                   | Saint Louis Park                                             | Minnesota                             | États-Unis                                    | bâtiments                                     |
| 108 | 1983      | Usine hydroélectrique de Sault Sainte-Marie (en)                                       |                              | 1902                                                   | Sault Sainte-Marie                                           | Michigan                              | États-Unis                                    | production d'énergie                          |
| 109 | 1984      | Columbia River Scenic Highway                                                          |                              | 1922                                                   | Portland                                                     | Oregon                                | États-Unis                                    | routes et chemins de fer                      |
| 110 | 1984      | Pont Columbia-Wrightsville                                                             |                              | 1930                                                   | Columbia                                                     | Pennsylvanie                          | États-Unis                                    | ponts                                         |
| 111 | 1984      | Golden Gate Bridge                                                                     |                              | 1937                                                   | San Francisco                                                | Californie                            | États-Unis                                    | ponts                                         |
| 112 | 1984      | Barrage Hoover                                                                         |                              | 1935                                                   | Boulder City                                                 | Nevada et Arizona                     | États-Unis                                    | barrages                                      |
| 113 | 1984      | Lowell Waterpower System (en)                                                          |                              | 1821                                                   | Lowell                                                       | Massachusetts                         | États-Unis                                    | production d'énergie                          |
| 114 | 1984      | Canal de Panama                                                                        |                              | 1914                                                   |                                                              |                                       | Panama                                        | transport fluvial et maritime                 |
| 115 | 1984      | Rocky River Pumped Storage Hydro-Plant (en)                                            |                              | 1925                                                   | New Milford                                                  | Connecticut                           | États-Unis                                    | production d'énergie                          |
| 116 | 1985      | Pont de Bayonne                                                                        |                              | 1931                                                   | de Bayonne à Staten Island                                   | New Jersey et État de New York        | États-Unis                                    | ponts                                         |
| 117 | 1985      | Beginning Point of the U.S. Public Land Survey (en)                                    |                              | 1785                                                   | Liverpool                                                    | Ohio                                  | États-Unis                                    | frontières et arpentage                       |
| 118 | 1985      | Canal du cap Cod                                                                       |                              | 1914                                                   | Comté de Barnstable                                          | Massachusetts                         | États-Unis                                    | transport fluvial et maritime                 |
| 119 | 1985      | Canal du Chesapeake et du Delaware (en)                                                |                              | 1828 (reconstruit en 1927)                             | New Castle                                                   | Delaware                              | États-Unis                                    | transport fluvial et maritime                 |
| 120 | 1985      | Écluse et barrage de Davis Island (en)                                                 |                              | 1885                                                   | Pittsburgh                                                   | Pennsylvanie                          | États-Unis                                    | transport fluvial et maritime                 |
| 121 | 1985      | Pont du Forth                                                                          |                              | 1890                                                   |                                                              |                                       | Écosse                                        | ponts                                         |
| 122 | 1985      | Going-to-the-Sun Road                                                                  |                              | 1932                                                   | Parc national de Glacier                                     | Montana                               | États-Unis                                    | routes et chemins de fer                      |
| 123 | 1985      | High Bridge (en)                                                                       |                              | 1877                                                   | Comtés de Jessamine et de Mercer                             | Kentucky                              | États-Unis                                    | ponts                                         |
| 124 | 1985      | Statue de la Liberté                                                                   |                              | 1886                                                   | Port de New York                                             | État de New York                      | États-Unis                                    | bâtiments                                     |
| 125 | 1986      | Pont à arches en béton de White River (en)                                             |                              | 1930                                                   | Cotter                                                       | Arkansas                              | États-Unis                                    | ponts                                         |
| 126 | 1986      | Site de triangulation de Cranetown (en)                                                |                              | 1817                                                   | Cedar Grove                                                  | New Jersey                            | États-Unis                                    | frontières et arpentage                       |
| 127 | 1986      | Tour Eiffel                                                                            |                              | 1889                                                   | Paris                                                        | Île-de-France                         | France                                        | bâtiments                                     |
| 128 | 1986      | Camino Real de Tierra Adentro                                                          |                              | 1598-années 1800                                       | Santa Fe et Mexico                                           | Nouveau-Mexique                       | États-Unis et Mexique                         | routes et chemins de fer                      |
| 129 | 1986      | El Camino Real (The Royal Road) Eastern Branch (en)                                    |                              | à partir du XVIe siècle                                | San Antonio                                                  | Texas                                 | États-Unis                                    | routes et chemins de fer                      |
| 130 | 1986      | New Castle Ice Harbor                                                                  |                              | 1795                                                   | New Castle                                                   | Delaware                              | États-Unis                                    | transport fluvial et maritime                 |
| 131 | 1986      | Barrage Norris                                                                         |                              | 1936                                                   | Knoxville                                                    | Tennessee                             | États-Unis                                    | barrages                                      |
| 132 | 1986      | Bay Bridge                                                                             |                              | 1937                                                   | de San Francisco à Oakland                                   | Californie                            | États-Unis                                    | ponts                                         |
| 133 | 1986      | Sewall's Bridge                                                                        |                              | 1761 (reconstruit en 1934)                             | York                                                         | Maine                                 | États-Unis                                    | ponts                                         |
| 134 | 1986      | Triborough Bridge                                                                      |                              | 1936                                                   | New York                                                     | État de New York                      | États-Unis                                    | ponts                                         |
| 135 | 1986      | Station d'expérimentation de l'U.S. Army Corps des ingénieurs des voies fluviales (en) |                              | 1929                                                   | Vicksburg                                                    | Mississippi                           | États-Unis                                    | profession de l'ingénierie civille            |
| 136 | 1986      | U.S. Capitol                                                                           |                              | 1793, reconstruit en 1863                              | Washington                                                   | District of Columbia                  | États-Unis                                    | bâtiments                                     |
| 137 | 1986      | Travaux du Zuiderzee                                                                   |                              | 1927 à 1932                                            | Zaandam                                                      | Hollande-Septentrionale               | Pays-Bas                                      | approvisionnement en eau et contrôle de l'eau |
| 138 | 1987      | Allegheny Portage Railroad (en)                                                        |                              | 1834                                                   | Hollidaysburg                                                | Pennsylvanie                          | États-Unis                                    | routes et chemins de fer                      |
| 139 | 1987      | Barrage de Bonneville                                                                  |                              | 1937                                                   | Bonneville (en)                                              | Oregon                                | États-Unis                                    | production d'énergie                          |
| 140 | 1987      | Ponts de Keeseville (en)                                                               |                              | 1843, 1878, 1888                                       | Keeseville                                                   | État de New York                      | États-Unis                                    | ponts                                         |
| 141 | 1987      | Canal du marais de Dismal                                                              |                              | 1805                                                   | Chesapeake                                                   | Virginie                              | États-Unis                                    | transport fluvial et maritime                 |
| 142 | 1987      | Canal de Houston                                                                       |                              | 1914–présent                                           | Houston                                                      | Texas                                 | États-Unis                                    | transport fluvial et maritime                 |
| 143 | 1987      | Kamehameha V Post Office (en)                                                          |                              | 1871                                                   | Honolulu                                                     | Hawaï                                 | États-Unis                                    | bâtiments                                     |
| 144 | 1987      | Frisco Bridge (en)                                                                     |                              | 1892                                                   | Memphis                                                      | Tennessee et Arkansas                 | États-Unis                                    | ponts                                         |
| 145 | 1987      | Pont de Québec                                                                         |                              | 1917                                                   | Québec                                                       | Québec                                | Canada                                        | ponts                                         |
| 146 | 1988      | Barrage de Belle Fourche (en)                                                          |                              | 1911                                                   | Belle Fourche                                                | Dakota du Sud                         | États-Unis                                    | barrages                                      |
| 147 | 1988      | École nationale des ponts et chaussées                                                 |                              | 1747                                                   | Paris                                                        | Île-de-France                         | France                                        | bâtiments                                     |
| 148 | 1988      | Système hydroéléctrique de Keokuk (en)                                                 |                              | 1913                                                   | Keokuk                                                       | Iowa                                  | États-Unis                                    | production d'énergie                          |
| 149 | 1988      | Pennsylvania Turnpike                                                                  |                              | 1940                                                   |                                                              | Pennsylvanie                          | États-Unis                                    | routes et chemins de fer                      |
| 150 | 1988      | Égouts et travaux de drainage de la rivière des Pères                                  |                              | 1924 à 1931                                            | Saint-Louis                                                  | Missouri                              | États-Unis                                    | approvisionnement en eau et contrôle de l'eau |
| 151 | 1988      | Harbour Bridge                                                                         |                              | 1932                                                   | Sydney                                                       | Nouvelle-Galles du Sud                | Australie                                     | ponts                                         |
| 152 | 1989      | Frontière de la colonie royale de 1665 (en)                                            |                              | 1728–1819                                              | Middlesboro                                                  | Kentucky                              | États-Unis                                    | frontières et arpentage                       |
| 153 | 1989      | Pont de Zhaozhou                                                                       |                              | 605                                                    | Xian de Zhao                                                 | Hebei                                 | Chine                                         | ponts                                         |
| 154 | 1990      | Barrage de Fort Peck                                                                   |                              | 1940                                                   | Fort Peck                                                    | Montana                               | États-Unis                                    | barrages                                      |
| 155 | 1990      | Pont Maria Pia                                                                         |                              | 1877                                                   | Porto                                                        | Région Nord                           | Portugal                                      | ponts                                         |
| 156 | 1990      | Pont de Salginatobel                                                                   |                              | 1930                                                   | Canton des Grisons                                           | Graubünden                            | Suisse                                        | ponts                                         |
| 157 | 1991      | Phare d'Eddystone                                                                      |                              | 1882                                                   | au large de Plymouth                                         |                                       | Angleterre                                    | transport fluvial et maritime                 |
| 158 | 1991      | Laboratoire d'ingénierie John Fritz                                                    |                              | 1910                                                   | Bethlehem                                                    | Pennsylvanie                          | États-Unis                                    | profession de l'ingénierie civille            |
| 159 | 1991      | Tunnel St. Clair                                                                       |                              | 1891                                                   | Port Huron                                                   | Michigan                              | États-Unis                                    | tunnels                                       |
| 160 | 1991      | Tunnel sous la Tamise                                                                  |                              | 1843                                                   | Londres                                                      |                                       | Angleterre                                    | tunnels                                       |
| 161 | 1992      | Aqueduc de l'Aqua Trajana                                                              |                              | 109                                                    | Rome                                                         | Latium                                | Italie                                        | approvisionnement en eau et contrôle de l'eau |
| 162 | 1992      | Pont suspendu des chutes du Niagara                                                    |                              | 1849, 1855, 1883, 1898, 1941                           | Gorges du Niagara                                            | Ontario et État de New York           | Canada et États-Unis                          | ponts                                         |
| 163 | 1992      | Aqueduc de Duck Creek (en)                                                             |                              | 1846                                                   | Metamora                                                     | Indiana                               | États-Unis                                    | approvisionnement en eau et contrôle de l'eau |
| 164 | 1992      | Système de canaux (en) des Hohokams                                                    |                              | 600 - 1450                                             |                                                              | Arizona                               | États-Unis                                    | approvisionnement en eau et contrôle de l'eau |
| 165 | 1992      | Monument de San Jacinto                                                                |                              | 1939                                                   | Houston                                                      | Texas                                 | États-Unis                                    | bâtiments                                     |
| 166 | 1993      | Hangars à dirigeables (en)                                                             |                              | 1943                                                   | Tustin                                                       | Californie                            | États-Unis                                    | aviation                                      |
| 167 | 1993      | Barrage de Denison (en)                                                                |                              | 1943                                                   | Denison                                                      | Texas                                 | États-Unis                                    | barrages                                      |
| 168 | 1993      | Réacteur B                                                                             |                              | 1944                                                   | Richland                                                     | Washington                            | États-Unis                                    | production d'énergie                          |
| 169 | 1993      | Tunnels ferroviaires du Col Stevens (en) et système en épingle à cheveux               |                              | 1900                                                   | Col Stevens                                                  | Washington                            | États-Unis                                    | tunnels                                       |
| 170 | 1994      | Aqueduc du Colorado                                                                    |                              | 1933–1941                                              | Blythe                                                       | Californie                            | États-Unis                                    | approvisionnement en eau et contrôle de l'eau |
| 171 | 1994      | Édifice Kavanagh                                                                       |                              | 1936                                                   | Buenos Aires                                                 |                                       | Argentine                                     | bâtiments                                     |
| 172 | 1994      | Pont du Missouri                                                                       |                              | 1926                                                   | Chamberlain                                                  | Dakota du Sud                         | États-Unis                                    | ponts                                         |
| 173 | 1994      | Installation souterraine de stockage de combustible de Red Hill (en)                   |                              | 1943                                                   | Honolulu                                                     | Hawaï                                 | États-Unis                                    | tunnels                                       |
| 174 | 1994      | Viaduc du Malleco                                                                      |                              | 1890                                                   | Rio Malleco                                                  | Chili central (en)                    | Chili                                         | ponts                                         |
| 175 | 1994      | White Pass and Yukon Route                                                             |                              | 1900                                                   | de Whitehorse à Skagway                                      | du Yukon à l'Alaska                   | Canada et États-Unis                          | routes et chemins de fer                      |
| 176 | 1995      | Route de l'Alaska                                                                      |                              | 1942                                                   | de Dawson Creek à Delta Junction                             | de la Colombie-Britannique à l'Alaska | Canada et États-Unis                          | routes et chemins de fer                      |
| 177 | 1995      | Rizières de Banaue                                                                     |                              | 100 av. J.-C.                                          | Banaue                                                       | Ifugao                                | Philippines                                   | approvisionnement en eau et contrôle de l'eau |
| 178 | 1995      | Aqueduc de Queretaro (en)                                                              |                              | 1738                                                   | Querétaro                                                    |                                       | Mexique                                       | approvisionnement en eau et contrôle de l'eau |
| 179 | 1995      | Pont des chutes Victoria                                                               |                              | 1905                                                   | Zambèze                                                      |                                       | Zimbabwe et Zambie                            | ponts                                         |
| 180 | 1996      | Pont Armour-Swift-Burlington (en)                                                      |                              | 1912                                                   | Kansas City                                                  | Missouri                              | États-Unis                                    | ponts                                         |
| 181 | 1996      | Ligne de Dublin à Belfast (en)                                                         |                              | 1839                                                   | de Dublin à Belfast                                          |                                       | Irlande et Irlande du Nord                    | routes et chemins de fer                      |
| 182 | 1996      | Barrage du Kentucky (en)                                                               |                              | 1944                                                   | Gilbertsville (en)                                           | Kentucky                              | États-Unis                                    | barrages                                      |
| 183 | 1996      | Route de la carrière du lac Moéris (en)                                                |                              | 2575-2137 av. J.-C.                                    | Lac Moéris                                                   |                                       | Égypte                                        | routes et chemins de fer                      |
| 184 | 1996      | Plan de la ville de Philadelphie                                                       |                              | 1682                                                   | Philadelphie                                                 | Pennsylvanie                          | États-Unis                                    | profession de l'ingénierie civille            |
| 185 | 1996      | San Antonio River Walk et système de contrôle hydrologique                             |                              | 1929 à 1941                                            | San Antonio                                                  | Texas                                 | États-Unis                                    | water control & supply                        |
| 186 | 1997      | Barrage de Grand Coulee                                                                |                              | 1941                                                   | Grand Coulee (en)                                            | Washington                            | États-Unis                                    | barrages                                      |
| 187 | 1997      | Canal du lac Washington et écluses Hiram M. Chittenden (en)                            |                              | 1917                                                   | Seattle                                                      | Washington                            | États-Unis                                    | transport fluvial et maritime                 |
| 188 | 1997      | Pont Navajo (en)                                                                       |                              | 1929                                                   | Page                                                         | Arizona                               | États-Unis                                    | ponts                                         |
| 189 | 1997      | North Island Main Trunk Railway (en)                                                   |                              | 1885–1908                                              | d'Auckland à Wellington                                      | Île du Nord                           | Nouvelle-Zélande                              | routes et chemins de fer                      |
| 190 | 1997      | Pont de Northampton Street (en)                                                        |                              | 1896                                                   | d'Easton à Phillipsburg                                      | Pennsylvanie et New Jersey            | États-Unis                                    | ponts                                         |
| 191 | 1997      | Snowy Mountains Scheme                                                                 |                              | 1974                                                   | Snowy Mountains                                              | Nouvelle-Galles du Sud                | Australie                                     | production d'énergie                          |
| 192 | 1997      | JPMorgan Chase Building                                                                |                              | 1929                                                   | Houston                                                      | Texas                                 | États-Unis                                    | bâtiments                                     |
| 193 | 1997      | Pont de Walnut Street (Harrisburg) (en)                                                |                              | 1890                                                   | Harrisburg                                                   | Pennsylvanie                          | États-Unis                                    | ponts                                         |
| 194 | 1998      | Brooks AFB, Old Hangar 9 (en)                                                          |                              | 1918                                                   | San Antonio                                                  | Texas                                 | États-Unis                                    | aviation                                      |
| 195 | 1998      | Canton Viaduct (en)                                                                    |                              | 1835                                                   | Canton                                                       | Massachusetts                         | États-Unis                                    | ponts                                         |
| 196 | 1998      | Canal Göta                                                                             |                              | 1810 à 1832                                            | Göteborg                                                     | Comté de Västra Götaland              | Suède                                         | transport fluvial et maritime                 |
| 197 | 1998      | Pont à arche en fer de Moseley Wrought (en)                                            |                              | 1864                                                   | North Andover                                                | Massachusetts                         | États-Unis                                    | ponts                                         |
| 198 | 1998      | Boucle de Tehachapi                                                                    |                              | 1876                                                   | Comté de Kern                                                | Californie                            | États-Unis                                    | routes et chemins de fer                      |
| 199 | 1999      | Aqueduc de Ségovie                                                                     |                              | 50                                                     | Ségovie                                                      | Castille-et-León                      | Espagne                                       | approvisionnement en eau et contrôle de l'eau |
| 200 | 1999      | Arroyo Seco Parkway                                                                    |                              | 1940                                                   | Los Angeles                                                  | Californie                            | États-Unis                                    | routes et chemins de fer                      |
| 201 | 1999      | Blue Ridge Parkway                                                                     |                              | commencé en 1935                                       |                                                              | Virginie et Caroline du Nord          | États-Unis                                    | routes et chemins de fer                      |
| 202 | 1999      | Phare du cap Hatteras                                                                  |                              | 1870                                                   | Cap Hatteras                                                 | Caroline du Nord                      | États-Unis                                    | transport fluvial et maritime                 |
| 203 | 1999      | Maine Turnpike                                                                         |                              | 1947                                                   |                                                              | Maine                                 | États-Unis                                    | routes et chemins de fer                      |
| 204 | 1999      | Station de pompage de McNeill Street (en)                                              | 1887                         | Shreveport                                             | Louisiane                                                    | États-Unis                            | approvisionnement en eau et contrôle de l'eau |                                               |
| 205 | 2000      | Système d'approvisionnement en eau de Cedar Falls                                      |                              | 1901                                                   | Seattle                                                      | Washington                            | États-Unis                                    | approvisionnement en eau et contrôle de l'eau |
| 206 | 2000      | Canal de Forth et Clyde et Canal de l'Union                                            |                              | 1790                                                   |                                                              |                                       | Écosse                                        | transport fluvial et maritime                 |
| 207 | 2000      | Hagia Sophia                                                                           |                              | 537                                                    | Istanbul                                                     | Istanbul                              | Turquie                                       | bâtiments                                     |
| 208 | 2000      | Système de navigation de Muskingum River                                               |                              | 1837                                                   | Zanesville                                                   | Ohio                                  | États-Unis                                    | transport fluvial et maritime                 |
| 209 | 2000      | Seventh Street Improvement Arches (en)                                                 |                              | 1909                                                   | St. Paul                                                     | Minnesota                             | États-Unis                                    | ponts                                         |
| 210 | 2000      | West Baden Springs Hotel                                                               |                              | 1902                                                   | West Baden Springs                                           | Indiana                               | États-Unis                                    | bâtiments                                     |
| 211 | 2001      | Pont couvert de Bunker Hill (en)                                                       |                              | 1895, reconstruit en 1994                              | Claremont                                                    | Caroline du Nord                      | États-Unis                                    | ponts                                         |
| 212 | 2001      | Digue et levée de Galveston (en)                                                       |                              | 1904 (étendue jusqu'en 1963)                           | Galveston                                                    | Texas                                 | États-Unis                                    | approvisionnement en eau et contrôle de l'eau |
| 213 | 2001      | complexe commercial de la Baltimore and Ohio Roundhouse (en)                           |                              | 1842 aux années 1850                                   | Martinsburg                                                  | Virginie-Occidentale                  | États-Unis                                    | bâtiments                                     |
| 214 | 2002      | Pont suspendu de Conwy                                                                 |                              | 1826                                                   | Conwy                                                        | Conwy                                 | Pays de Galles                                | ponts                                         |
| 215 | 2002      | Pont ferroviaire de Conwy                                                              |                              | 1849                                                   | Conwy                                                        | Conwy                                 | Pays de Galles                                | ponts                                         |
| 216 | 2002      | Dorton Arena (en)                                                                      |                              | 1952                                                   | Raleigh                                                      | Caroline du Nord                      | États-Unis                                    | bâtiments                                     |
| 217 | 2002      | Système d'irrigation d'East Maui (en)                                                  |                              | 1876 à 1923                                            | East Maui                                                    | Hawaï                                 | États-Unis                                    | approvisionnement en eau et contrôle de l'eau |
| 218 | 2002      | Five Stone Arch Bridges (en)                                                           |                              | 1830 à 1866                                            | Hillsborough                                                 | New Hampshire                         | États-Unis                                    | ponts                                         |
| 219 | 2002      | Écluses et barrages du canal de Louisville et Portland (en)                            |                              | 1830, rebuilt 1962                                     | Louisville                                                   | Kentucky                              | États-Unis                                    | transport fluvial et maritime                 |
| 220 | 2002      | Marshall Building (en)                                                                 |                              | 1906                                                   | Milwaukee                                                    | Wisconsin                             | États-Unis                                    | bâtiments                                     |
| 221 | 2002      | Pont suspendu de Menai                                                                 |                              | 1826                                                   | Anglesey                                                     |                                       | Pays de Galles                                | ponts                                         |
| 222 | 2002      | Phare du cap Henry                                                                     |                              | 1792, remplacée 1881                                   | Virginia Beach                                               | Virginia                              | États-Unis                                    | transport fluvial et maritime                 |
| 223 | 2002      | Phare de Portland Head                                                                 |                              | 1787                                                   | Cape Elizabeth                                               | Maine                                 | États-Unis                                    | transport fluvial et maritime                 |
| 224 | 2002      | Projet hydroélectrique du Shannon (en)                                                 |                              | 1929                                                   |                                                              |                                       | Ireland                                       | production d'énergie                          |
| 225 | 2002      | Pont suspendu de Waldo-Hancock (en)                                                    |                              | 1931                                                   | Bucksport                                                    | Maine                                 | États-Unis                                    | ponts                                         |
| 226 | 2003      | Horseshoe Curve                                                                        |                              | 1854                                                   | Altoona                                                      | Pennsylvanie                          | États-Unis                                    | routes et chemins de fer                      |
| 227 | 2003      | Canal de Suez                                                                          |                              | 1869                                                   |                                                              |                                       | Égypte                                        | transport fluvial et maritime                 |
| 228 | 2003      | Capitole de l'État du Tennessee                                                        |                              | 1845 à 1877                                            | Nashville                                                    | Tennessee                             | États-Unis                                    | bâtiments                                     |
| 229 | 2004      | Forteresse de Hwaseong                                                                 |                              | 1796                                                   | Suwon                                                        | Gyeonggi                              | Corée du Sud                                  | bâtiments                                     |
| 230 | 2004      | Lac de barrage de Mesa Verde                                                           |                              | 750 à 1180                                             | Comté de Montezuma                                           | Colorado                              | États-Unis                                    | approvisionnement en eau et contrôle de l'eau |
| 231 | 2004      | Pont no 64 de la Northern Pacific High Line (en)                                       |                              | 1908                                                   | Valley City                                                  | Dakota du Nord                        | États-Unis                                    | ponts                                         |
| 232 | 2004      | Pont sur la Vistule                                                                    |                              | 1857                                                   | Tczew                                                        | Vistule                               | Pologne                                       | ponts                                         |
| 233 | 2005      | Great Western Railway                                                                  | Bristol Temple Meads Station | 1838                                                   |                                                              |                                       | Angleterre et Pays de Galles                  | routes et chemins de fer                      |
| 234 | 2005      | Philadelphia City Hall                                                                 |                              | 1901                                                   | Philadelphie                                                 | Pennsylvanie                          | États-Unis                                    | bâtiments                                     |
| 235 | 2005      | Barrage Sweetwater                                                                     |                              | 1888                                                   | Spring Valley                                                | Californie                            | États-Unis                                    | barrages                                      |
| 236 | 2005      | Laboratoire d'hydraulique Stanley dans l'Université de l'Iowa                          |                              | fondé en 1919                                          | Iowa City                                                    | Iowa                                  | États-Unis                                    | profession de l'ingénierie civile             |
| 237 | 2006      | Machu Picchu                                                                           |                              | 1460                                                   |                                                              |                                       | Pérou                                         | profession de l'ingénierie civile             |
| 238 | 2006      | Observatoire de Portland (en)                                                          |                              | 1807                                                   | Portland                                                     | Maine                                 | États-Unis                                    | transport fluvial et maritime                 |
| 239 | 2006      | Tipón                                                                                  |                              | 1200 - 1534                                            |                                                              |                                       | Pérou                                         | approvisionnement en eau et contrôle de l'eau |
| 240 | 2007      | Canal calédonien                                                                       |                              | 1822                                                   | Great Glen                                                   |                                       | Écosse                                        | transport fluvial et maritime                 |
| 241 | 2007      | Pont de Craigellachie Moray                                                            |                              | 1814                                                   | Strathspey                                                   |                                       | Écosse                                        | ponts                                         |
| 242 | 2008      | Choate Bridge (en)                                                                     |                              | 1764                                                   | Ipswich                                                      | Massachusetts                         | États-Unis                                    | ponts                                         |
| 243 | 2008      | Pipeline Goldfields                                                                    |                              | 1903                                                   | Kalgoorlie                                                   | Australie-Occidentale                 | Australie                                     | approvisionnement en eau et contrôle de l'eau |
| 244 | 2008      | Pont Lacey V. Murrow et tunnels du Mont Baker Ridge (en)                               |                              | 1940                                                   | Comté de King (Washington)                                   | Washington                            | États-Unis                                    | ponts                                         |
| 245 | 2008      | Barrage Woodhead (en)                                                                  | Woodhead Dam                 | 1897                                                   | Le Cap                                                       | Cap occidental                        | Afrique du Sud                                | barrages                                      |
| 246 | 2009      | Monument national Guayabo                                                              |                              | 300 av. J.-C. - 1400 apr. J.-C.                        | Turrialba                                                    |                                       | Costa Rica                                    | profession de l'ingénierie civile             |
| 247 | 2009      | Cartographie de la côte Ouest de l'Amérique du Nord par George Vancouver               |                              | 1791–1795                                              |                                                              |                                       | Canada, Mexique et États-Unis                 | frontières et arpentage                       |
| 248 | 2009      | Pont de Poughkeepsie-Highland (en)                                                     |                              | 1886–1888                                              | Poughkeepsie                                                 | État de New York                      | États-Unis                                    | ponts                                         |
| 249 | 2009      | Pont de Manhattan                                                                      |                              | 1909                                                   | New York                                                     | État de New York                      | États-Unis                                    | ponts                                         |
| 250 | 2009      | Pont de Queensboro                                                                     |                              | 1909                                                   | New York                                                     | État de New York                      | États-Unis                                    | ponts                                         |
| 251 | 2009      | Pont de Williamsburg                                                                   |                              | 1903                                                   | New York                                                     | État de New York                      | États-Unis                                    | ponts                                         |
| 252 | 2010      | Pont Mackinac                                                                          |                              | 1958                                                   | Détroit de Mackinac                                          | Michigan                              | États-Unis                                    | ponts                                         |
| 253 | 2010      | Institut polytechnique Rensselaer                                                      |                              | 1824                                                   | Troy                                                         | État de New York                      | États-Unis                                    | profession de l'ingénierie civile             |
| 254 | 2011      | Pétra                                                                                  |                              | 309 av. J.-C.                                          |                                                              | Gouvernorat de Ma'an                  | Jordanie                                      | bâtiments                                     |
| 255 | 2011      | Utica Memorial Auditorium                                                              |                              | 1959                                                   | Utica                                                        | État de New York                      | États-Unis                                    | bâtiments                                     |
| 256 | 2011      | Flight of Five Locks (volée de cinq écluses)                                           |                              | 1915                                                   | Waterford                                                    | État de New York                      | États-Unis                                    | transport de l'eau                            |
| 257 | 2011      | Viaduc Thomas (en)                                                                     |                              | 1835                                                   | Elkridge et Relay                                            | Maryland                              | États-Unis                                    | ponts                                         |
| 258 | 2012      | Zion-Mount Carmel Tunnel and Highway                                                   |                              | 1930                                                   | Parc national de Zion                                        | Utah                                  | États-Unis                                    | routes et chemins de fer                      |
| 259 | 2012      | Pont Huey P. Long (en)                                                                 |                              | 1935                                                   | Paroisse de Jefferson                                        | Louisiane                             | États-Unis                                    | ponts                                         |
| 260 | 2012      | Gare de Grand Central Terminal                                                         |                              | 1913                                                   | New York                                                     | État de New York                      | États-Unis                                    | routes et chemins de fer                      |
| 261 | 2012      | Pont du détroit de Tacoma de 1940 et Pont du détroit de Tacoma de 1950                 |                              | 1940-1950                                              | Tacoma                                                       | Washington                            | États-Unis                                    | ponts                                         |
| 262 | 2013      | Titan crane (en)                                                                       |                              | 1907                                                   | Clydebank                                                    | West Dunbartonshire                   | Écosse                                        | bâtiments                                     |
| 263 | 2013      | Pont de Troy-Waterford (en)                                                            |                              | 1804, détruit par un incendie puis reconstruit en 1909 | Troy et Waterford                                            | État de New York                      | États-Unis                                    | ponts                                         |
| 264 | 2013      | Chaussée du lac Pontchartrain                                                          |                              | 1956                                                   | Lac Pontchartrain                                            | Louisiane                             | États-Unis                                    | ponts                                         |
| 265 | 2014      | Barrage de The Dalles                                                                  |                              | 1957                                                   | Columbia River                                               | Oregon et Washington                  | États-Unis                                    | barrages                                      |
| 266 | 2015      | Déversoir de Bonnet Carré                                                              |                              | 1931                                                   | Paroisse de Saint-Charles                                    | Louisiane                             | États-Unis                                    | approvisionnement en eau et contrôle de l'eau |
| 267 | 2015      | Pont de Gladesville                                                                    |                              | 1964                                                   | Sydney                                                       | Nouvelle-Galles du Sud                | Australie                                     | ponts                                         |
| 268 | 2016      | Phare du cap des Aiguilles                                                             |                              | 1848                                                   | Cap des Aiguilles                                            | Province du Cap                       | Afrique du Sud                                | ponts                                         |
| 269 | 2016      | Barrage d'Arrowrock                                                                    |                              | 1915                                                   | Comtés de Boise et d'Elmore                                  | Idaho                                 | États-Unis                                    | barrages                                      |